# Vassílios Spanulis
Vassílios «Billy» Spanulis (en grec: Βασίλειος «Βασίλης» Σπανούλης) (Làrissa, 7 d'agost del 1982) és un jugador de bàsquet grec. Mesura 1.93 metres i pesa 96 kg.
Spanulis va començar la seva carrera com a jugador de bàsquet als equips juvenils del Keravnos Larissa. Va debutar professionalment amb el Làrissa a l'A2 Ethniki grega durant la temporada 1999-00. Dos anys més tard va firmar un contracte amb l'equip Maroussi BC d'Atenes on va estar fins al 2005, quan va ser contractat pel Panathinaikos BC d'Atenes, l'equip amb el qual va arribar a proclamar-se campió de la màxima divisió de bàsquet hel·lènic.
El juliol de l'any 2006, després d'un acord entre el Panathinaikos i els Houston Rockets, Spanulis va fitxar per l'equip de Houston. El contracte valorat en 6 milions de dòlars va ser possible gràcies al fet que els Rockets havien adquirit prèviament els drets per a jugar a l'NBA del jugador en un canvi amb els Mavericks pel qual ells concedien el del jugador Luis Alberto Flores.
Spanulis va formar part de la selecció nacional grega que va participar en les Olimpíades d'Atenes del 2004. Va aconseguir el bronze en l'Eurobasket de Polònia 2009 amb la selecció grega i va ser escollit com un dels membres del "cinc ideal" de l'Eurobasket 2009.
L'any 2010 es va integrar a les files de l'altre equip capdavanter de Grècia, l'Olympiakos BC, amb qui guanyà dues eurolligues consecutives: 2012 i 2013. El juliol de 2013 renovà la seva vinculació amb l'Olympiakos per tres temporades més, fins al final de la temporada 2015-16.